# Zingiber kunstleri
Zingiber kunstleri là một loài thực vật có hoa trong họ Gừng. Loài này được Henry Nicholas Ridley miêu tả khoa học đầu tiên năm 1899 dựa theo hình vẽ số Kunstler 2219 của Hermann H. Künstler (1837-1887) trong bộ sưu tập mẫu cây của George King (1840-1909).

## Mẫu định danh
Mẫu định danh: Mẫu holotype là hình minh họa số 00828 lưu giữ tại Vườn Thực vật Singapore (SING).
Mẫu Ridley 11449 do Ridley thu thập tháng 12 năm 1902 tại Taiping Hills, Perak với isotype lưu giữ tại Vườn Thực vật Hoàng gia tại Kew (K), nhưng Ida Theilade cho rằng mẫu này có lectotype lưu giữ tại SING.

## Phân bố
Loài bản địa Malaysia bán đảo, được tìm thấy tại các bang Perak và Terengganu. Môi trường sống là rừng ở cao độ 600–790 m.

## Phân loại
Schumann (1904) xếp loài này trong tổ Lampugium = tổ Zingiber).

## Mô tả
Cây thảo giống như cây bụi, cao 1-1,5(-2) m. Màu của thân rễ và gốc thân khi cắt ra là tím hoa cà ánh tía. Gốc thân hơi phồng, màu tím hoa cà nhạt. Lá nhiều, mọc sát nhau, mỏng, hình mác, nhọn thon, dài 30–45 cm, rộng 6-7,5 cm, đỉnh thon dần và thu hẹp thành điểm nhọn dài, đáy cũng dần thu hẹp, hình nêm, nhẵn nhụi; gần như không cuống lá khác biệt tới có cuống ngắn, cuống lá dài dưới 5 mm; lưỡi bẹ 2 thùy, các thùy thuôn tròn rộng, mỏng, nhẵn nhụi, dài ~4 mm. Cán hoa cao trên 30 cm, khá mập, màu nâu sáng và hồng, được che phủ bởi các lá có bẹ, các bẹ phía trên lớn hơn và trên cùng nhất với phiến hình trứng, dài 5–8 cm, rộng 2,5 cm, nhẵn nhụi trừ phần gần đỉnh. Cành hoa bông thóc ngắn và rộng (hình đầu) tới hình trứng, dài 7,5–14 cm, rộng 7,5–9 cm, trục cành hoa dài ~9 cm. Lá bắc hình mác tới hình elip, màu hồng, dài ~6 cm, các lá bắc thấp nhất rộng tới 3 cm, các lá bắc còn lại rộng ~2 cm, có lông gần đáy và đỉnh, đỉnh hẹp, điểm nhọn tù, đỉnh cong ra ngoài hoặc uốn xuống. Lá bắc con dài gần 5 cm. Hoa thò ra ngắn, màu trắng nhạt ánh đỏ và nâu bên trong. Đài hoa ngắn hơn lá bắc con. Ống tràng thanh mảnh, thon búp măng, các thùy hình mác hẹp, dài ~3,5 cm, nhọn, nhạt màu. Cánh môi hẹp, ngắn và không rộng hơn các thùy, hình mác, nhọn, các thùy bên không khác biệt, hầu như không nâng cao, màu ánh đỏ và nâu. Bao phấn dài hơn cánh môi, các ngăn thuôn dài hẹp, mỏ dài tương đương bao phấn, hẹp. Ra hoa từ cuối tháng 7 đến tháng 8, tạo quả tháng 11.